# 아구자케라톱스
아구자케라톱스(Agujaceratops, "아구자의 뿔 달린 얼굴" 이란 뜻)는 초식성 각룡류 공룡의 한 속이다. 카스모사우루스아과 각룡류로 백악기 후기 (샹파뉴절 후기) 현재의 텍사스에 살았다. 원래는 레만에 의해 1989년에 기재되면서 카스모사우루스 마리스칼렌시스로 알려져 있었으나 루카스, 설리반, 그리고 헌트에 의해 2006년에 새로운 속으로 옮겨졌다. 레만은 아구자케라톱스가 살던 서식지가 (최소한 화석이 발견된 곳은) 퇴적물로 판단해 보건대 늪지대였을 것이라고 보았다.

## 발견과 종

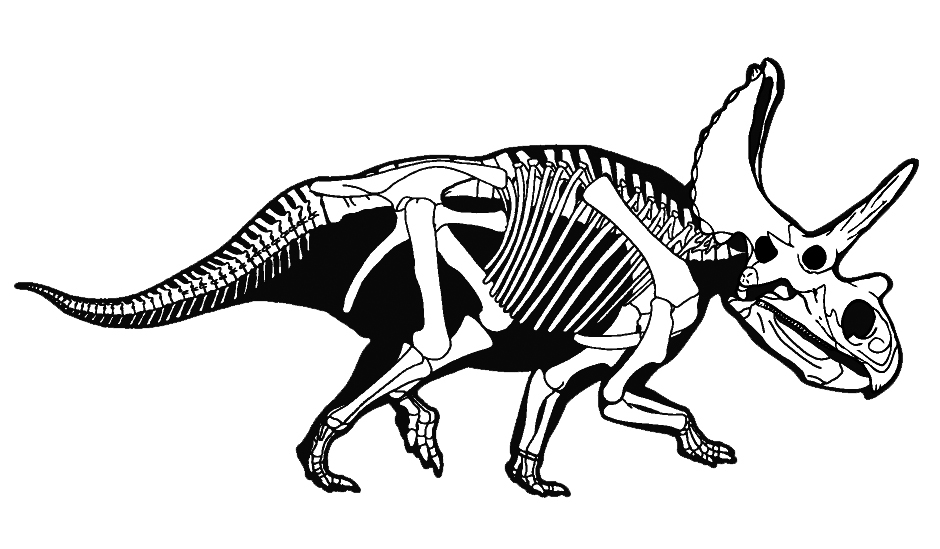
골격 복원도

1938년에 윌리엄 스트레인이 빅벤드 국립공원 내의 공룡 뼈층 세 곳을 발굴하면서 각룡류 화석들이 수집되었다. 1989년에 레만이 이 화석들을 연구하여 카스모사우루스 마리스칼렌시스(Chasmosaurus mariscalensis)를 명명했다. 이 종의 유일한 표본인 완모식표본 UTEP P.37.7.086는 성체 두개골 일부, 즉 뇌머리뼈와 왼쪽 눈 위 뿔심, 왼쪽 상악골, 그리고 오른쪽 하악골로 구성되어 있다. 그 외에도 이 완모식표본과 같은 개체에 속했던 것으로 생각되던 표본들이 더 있었지만 지금은 같은 개체가 아니었던 것으로 보고 있다. 아구자케라톱스의 표본은 모두 7700만년의 연대를 가지는 브루스터 카운티 빅벤드 국립공원 내부 아구자 층의 상부 셰일 층원의 아래쪽에서 수집되었다. 이후에 수행된 분석의 결과로 이 종은 독립된 속으로 분류되었다. 아구자케라톱스는 스펜서 G. 루카스, 로버트 M. 설리반, 그리고 아드리안 헌트가 2006년에 명명하였고 모식종은 아구자케라톱스 마리스칼렌시스이다. 아구자케라톱스는 펜타케라톱스와 카스모사우루스 모두와 유사하다. 프릴이 짧은 것으로 보아 펜타케라톱스의 조상은 아닌 것으로 보인다.

## 참고 문헌
1. ↑  Lehman, T. M. (1989). “Chasmosaurus mariscalensis, sp. Nov., a new ceratopsian dinosaur from Texas”. 《Journal of Vertebrate Paleontology》 9 (2): 137. doi:10.1080/02724634.1989.10011749.
2. ↑  Longrich, N. R.; Sankey, J.; Tanke, D. (2010). “Texacephale langstoni, a new genus of pachycephalosaurid (Dinosauria: Ornithischia) from the upper Campanian Aguja Formation, southern Texas, USA”. 《Cretaceous Research》 31 (2): 274. doi:10.1016/j.cretres.2009.12.002.

- Dodson, P. (1996). The Horned Dinosaurs. Princeton University Press, Princeton, New Jersey. ISBN 0-691-05900-4.
- Spencer G. Lucas, Robert M. Sullivan and Adrian Hunt (2006). “Re-evaluation of Pentaceratops and Chasmosaurus (Ornithischia: Ceratopsidae) in the Upper Cretaceous of the Western Interior” (PDF). New Mexico Museum of Natural History and Science Bulletin 35: 367–370.